# Xeromphalina campanella
Xeromphalina Campanella es un hongo de la familia Mycenaceae.

## Descripción
La forma del sombrero (píleo) es como la de un pequeño paraguas, el color del tallo es marrón y es grueso, tiene pelos amarillos en la base, las branquias son de color amarillo a anaranjado pálido. Aunque la especie no es venenosa, las setas son pequeñas y de sabor amargo, sin valor como comestibles. La fructificación se produce en grupos, en descomposición de troncos, tocones y restos de madera de coníferas. La especie se encuentra comúnmente en América del Norte.